# Alyssoides
Alyssoides là chi thực vật có hoa trong họ Cải.